# Melasina chlorotricha
Melasina chlorotricha är en fjärilsart som beskrevs av Edward Meyrick 1916. Melasina chlorotricha ingår i släktet Melasina och familjen säckspinnare. Inga underarter finns listade i Catalogue of Life.